# Diner (jeu vidéo)
Pour les articles homonymes, voir Diner.
Diner est un jeu vidéo de plates-formes développé par Realtime Associates, édité par INTV, sorti en 1987 sur la console Intellivision,. Il s'agit d'une suite, exclusive à cette console, du titre BurgerTime.

## Système de jeu
Dans ce jeu de plate-formes, le joueur contrôle Peter Pepper, un chef de cuisine qui doit faire rouler des boulettes de nourriture jusque dans l'assiette en bas de l'écran, tout en évitant les méchants aliments périmés qui le poursuivent à travers les étages de la cuisine : hot-dogs, cerises, bananes et choppes de bière.

## Développement
Le succès de BurgerTime sur la console Intellivision a très vite poussé Mattel à multiplier les adaptations du titre sur les autres consoles de jeux et micro-ordinateurs personnels, mais aussi à produire une suite. Son programmeur, Ray Kaestner, étant déjà assigné à Master of the Universe II, la suite de The Power of He-Man, c'est ironiquement la division française de Mattel Electronics qui se retrouve chargé de la production du successeur de BurgerTime, sous le nom de code French Fries. Mais les difficultés économiques de Mattel Electronics et sa fermeture définitive en janvier 1984 font que le projet, désormais intitulé Pizza Time, ne dépassera pas le stade du synopsis.
Lorsque quelque temps plus tard INTV reprend le développement de titres Intellivision, l'idée d'une suite à BurgerTime refait surface. Ray Kaestner, désormais chez Realtime Associates, se voit confier sa réalisation par l'intermédiaire de Dave Warhol. Kaestner recycle alors les routines de jeu de plateformes en simili-3D « à la Escher » qu'il avait précédemment développées chez Mattel pour Master of the Universe II, annulé. Cela donnera à Diner son aspect particulier.
Les musiques et effets sonores sont signés Dave Warhol. Les graphismes sont réalisés par Connie Goldman, ancienne de chez Mattel Electronics elle aussi.
L'enseigne de restaurant lumineuse d'un des niveaux indique « Ray's » (« Chez Ray »), clin d'œil du programmeur.

## Accueil
Diner est considéré comme l'un des meilleurs jeux de l'Intellivision, de par sa jouabilité, ses graphismes et sa musique de fond.